# Anna Lisa Geijer
Anna Lisa Geijer, född Lilljebjörn 1790, död 1861, var en svensk kulturpersonlighet, som bland annat lämnat efter sig en självbiografisk levnadsteckning och en biografi över Erik Gustaf Geijer, som hon även var gift med.

## Biografi
Geijer föddes Lilljebjörn 1790, som dotter till lantbrukaren och skriftställaren Knut Lilljebjörn och hans fru Elisabeth Johanna Troili. 1816 gifte hon sig med Erik Gustaf Geijer. De umgicks i kulturella kretsar, inte minst i Uppsala, bland annat med personligheter som Malla Silfverstolpe och Ava Wrangel.
Geijer skrev en egenhändigt författad levnadsteckning, som finns utgiven i tryckt form. Hennes dagboksanteckningar från 1858 till 1860 finns också bevarade, och ger en god bild av samtidens kulturella klimat.
Tillsammans med Agnes Geijer-Hamilton skrev hon även verket Två släktled berätta : erinringar omkring Erik Gustaf Geijer.